# Gestreepte eikenblindwants
Rhabdomiris striatellus is een blindwants uit de onderorde wantsen. De soort werd voor het eerst wetenschappelijk beschreven door Johan Christian Fabricius in 1794.

## Algemeen
Rhabdomiris striatellus is een vrij algemene wants in Nederland die met name in bossen te vinden is.

## Uiterlijk
Rhabdomiris striatellus wordt gemiddeld 9 mm groot. Het is een geel met zwarte wants en heeft gele strepen op de rug.De antennen zijn ook geel en de poten zijn iets donkerder gekleurd.
Rhabdomiris striatellus kan verward worden met Miris striatus. Deze is ook beduidend slanker, meestal donkerder van kleur en de cuneus heeft geen zwarte punt.

## Levenswijze
De kever is zoöfytofaag: de larven zuigen voornamelijk aan de bloesems en vruchten van hun waardbomen. De volwassen dieren voeden zich voornamelijk met bladluizen en de larven van andere insecten. Beide geslachten kunnen vliegen met volledig ontwikkelde vleugels en zijn vaak behoorlijk actief. Ze zijn ook vaak te vinden op andere loofbomen, kruiden en af en toe op naaldhout van mei tot juni. Hun manier van leven is echter blijkbaar alleen verbonden met eiken. De hemimetabolische dieren overwinteren in het eistadium. De larven komen soms al in mei uit. Vanaf juni leggen de vrouwtjes hun eitjes in de vrouwelijke bloemknoppen van de eiken, die daardoor meestal afsterven.

## Verspreiding
De eikenboomwants is wijdverbreid in heel Europa, met uitzondering van het uiterste noorden en het zuidelijke Middellandse Zeegebied. Hun verspreidingsgebied strekt zich oostwaarts uit over Klein-Azië tot aan de Kaukasus. Het bewoont voornamelijk eiken (Quercus), zowel dichte opstanden als enkele bomen.
Rhabdomiris striatellus komt tussen april en juli voor in Nederland.